# Евелин Нийлс
Евелин Джеси „Бети“ Нийлс (на английски: Evelyn Jessy „Betty“ Neels) е особено плодовита британска писателка на произведения в жанра класически романс. Пише под псевдонима Бети Нийлс (на английски: Betty Neels).

## Биография и творчество
Евелин Нийлс е родена на 15 септември 1909 г. в Лейтън (сега част от Голям Лондон), Англия. Прекарва детството и младостта си в Девъншър. Учи в пансион, а след това се обучава за медицинска сестра, като получава и диплома по акушерство. През 1939 г. постъпва като медицинска сестра в Медицинския корпус на армията. Изпратена е във Франция, където работи до инвазията през 1940 г. Напуска армията на 30 май 1941 г. и продължава да работи като медицинска сестра в Шотландия и Северна Ирландия. Там среща холандеца Йоханес Мейджър, който е военен и се лекува. Омъжва се за него през 1942 г. Имат дъщеря Каролайн, родена през 1945 г.
Семейството живее в Лондон, а после се премества в Холандия. Там се установява за 13 години, а Евелин Нийлс продължава кариерата си на медицинска сестра. След завръщането си в Дорсет, Англия, тя също работи като медицинска сестра, а в края на кариерата си достига до позиция на нощна старша сестра. Докато упражнява своята професия тя обича да чете, да се занимава с животните, да посещава стари сгради, и да пише.
Започва да пише случайно, когато в местната библиотека една жена се оплаква, че няма добри любовни романи. Макар и пенсионирана тя няма намерение да бездейства и затова се заема с писане на романси.
Нейният първи романс „Sister Peters in Amsterdam“ е публикуван през 1969 г. Писането става нейно основно занимание, което тя върши с изключително постоянство и упоритост чак до достигане на 90-годишна възраст.
Евелин Нийлс има общо 134 романа. Нейните романи имат често повтарящи се теми. Обикновено двойката герои се срещат по силата на житейските обстоятелства, а след това идва процъфтяващата любов. Често мъжът е холандски хирург, а жената е бедна красавица. Разговорите и действията им се завъртат около антики или домашни любимци. Прототип на персонажите са предимно лекари, които тя среща в Холандия. Отношенията на героите се градят на любезност, честност и добри обноски, за радост на почитателите ѝ, които се пренасят в един по-добър свят.
Евелин Нийлс умира на 7 юни 2001 г. в Лондон, Англия.

## Произведения

### Самостоятелни романи
- Sister Peters in Amsterdam (1969)
- Amazon in an Apron (1969) – издадена и като „A Match for Sister Maggy / Nurse in Holland“
- Blow Hot, Blow Cold (1970) – издадена и като „Surgeon from Holland / Visiting Surgeon / Visiting Consultant“
- Tempestuous April (1970) – издадена и като „Nurse Harriet Goes to Holland“
- Damsel in Green (1970)
- Fate is Remarkable (1970)
- Tulips for Augusta (1971)
- Tangled Autumn (1971)
- The Fifth Day of Christmas (1971)
- Tabitha in Moonlight (1972)
- Wish with the Candles (1972)
- Victory for Victoria (1972)
- Saturday's Child (1972)
- Uncertain Summer (1972)
- Cassandra by Chance (1973)
- Stars Through the Mist (1973)
- Three for a Wedding (1973)
- Winter of Change (1973) – издадена и като „Surgeon in Charge“
- Enchanting Samantha (1973)
- The End of the Rainbow (1974)
- The Gemel Ring (1974)
- The Magic of Living (1974)
- Cruise to a Wedding (1974)
- Heaven is Gentle (1974)
- The Moon for Lavinia (1975)
- Roses for Christmas (1975)
- A Small Slice of Summer (1975)
- Henrietta's Own Castle (1975)
- A Star Looks Down (1975)
- Cobweb Morning (1975)
- Esmeralda (1976)
- The Edge of Winter (1976)
- A Gem of a Girl (1976)
- The Hasty Marriage (1977)
- The Little Dragon (1977)
- A Matter of Chance (1977)
- Grasp a Nettle (1977)
- Pineapple Girl (1977)
- Never While the Grass Grows (1978)
- Britannia All at Sea (1978)
- Philomena's Miracle (1978)
- Ring in a Teacup (1978)
- Midnight Sun's Magic (1979)
- Sun and Candlelight (1979)
- The Promise of Happiness (1979)
- Winter Wedding (1979)
- Caroline's Waterloo (1980)
- The Silver Thaw (1980)
- Last April Fair (1980)
- Hannah (1980)
- When May Follows (1980)
- Heaven Round the Corner (1981)
- Not Once But Twice (1981)
- An Apple from Eve (1981)
- All Else Confusion (1982)
- Judith (1982)
- A Girl to Love (1982)
- A Dream Came True (1982)
- Midsummer Star (1983)
- Roses and Champagne (1983)
- Never Say Goodbye (1983)
- Never Too Late (1983)
- Once for All Time (1984)
- Year's Happy Ending (1984)
- Polly (1984)
- Heidelberg Wedding (1984)
- At the End of the Day (1985)
- A Summer Idyll (1985)
- Magic in Vienna (1985)
- Never the Time and the Place (1985)
- A Girl Named Rose (1986)
- Two Weeks to Remember (1986)
- The Secret Pool (1986)
- Stormy Springtime (1987)
- Off with the Old Love (1987)
- The Doubtful Marriage (1987)
- A Gentle Awakening (1987)
- The Course of True Love (1988)
- When Two Paths Meet (1988)
- Paradise for Two (1988)
- The Fateful Bargain (1989)
- Хълмът на влюбените, Hilltop Tryst (1989)
- Светът е за двама, No Need to Say Good-Bye (1989)
- Пленница на съдбата, The Chain of Destiny (1989)
- Необичайно предложение, The Convenient Wife (1990)
- Зеленооката, The Girl with Green Eyes (1990)
- Пътят към любовта, A Suitable Match (1990)
- Лунен лъч, A Little Moonlight (1991)
- The Most Marvellous Summer (1991)
- A Kind of Magic (1991)
- An Unlikely Romance (1992)
- Romantic Encounter (1992)
- The Quiet Professor (1992)
- An Old-Fashioned Girl (1992)
- A Girl in a Million (1993)
- At Odds with Love (1993)
- The Awakened Heart (1993)
- Dearest Love (1994)
- Waiting for Deborah (1994)
- Wedding Bells for Beatrice (1994)
- Dearest Mary Jane (1994)
- A Secret Infatuation (1994)
- Fate Takes a Hand (1995)
- The Right Kind of Girl (1995)
- Marrying Mary (1996)
- Only by Chance (1996)
- A Kiss for Julie (1996)
- The Vicar's Daughter (1996)
- The Daughter of the Manor (1997)
- Love Can Wait (1997)
- The Fortunes of Francesca (1997)
- The Mistletoe Kiss (1997)
- An Ideal Wife (1998)
- Nanny by Chance (1998)
- A Winter Love Story (1998)
- A Good Wife (1999)
- Discovering Daisy (1999)
- An Independent Woman (2001)
- Making Sure of Sarah (2008)
- Visiting Consultant (2010)

### Серия „Финално докосване“ (Final Touch)
1. The Final Touch (1991)
2. A Happy Meeting (1992)

### Серия „Д-р Форд“ (Dr Fforde)
1. Always and Forever (2000)
2. The Doctor's Girl (2008)

### Участие в общи серии с други писатели

#### Серия „Първа класа“ (First Class)
- И розите имат бодли, Roses Have Thorns (1990)

от серията има още 2 романа от различни автори

#### Серия „Деца и прегръдки“ (Kids and Kisses)
- A Valentine for Daisy (1993)

от серията има още 18 романа от различни автори

#### Серия „Семейни връзки“ (Family Ties)
- A Christmas Wish (1994)

от серията има още 3 романа от различни автори

#### Серия „Дръж се за героя“ (Holding out for a Hero)
- The Bachelor's Wedding (1995)

от серията има още 10 романа от различни автори

#### Серия „Бели сватби“ (White Wedding)
1. An Innocent Bride (1999)
2. Matilda's Wedding (2000)
4. Emma's Wedding (2001)
от серията има още 1 роман от Ребека Уинтърс

#### Новели
- A Christmas Romance (2012)
- Dearest Eulalia (2012)
- An Ordinary Girl (2012)
- The Proposal (2012)